# Queensland Open 1979
Il Queensland Open 1979 è stato un torneo di tennis giocato sull'erba. Il torneo si è giocato a Brisbane in Australia dal 3 al 9 dicembre 1979.

## Campioni

### Singolare maschile
Dale Collings ha battuto in finale  Victor Eke con il punteggio di 7–6 6–7 6–3 3–6 10-8

### Doppio maschile
Dale Collings /  Noel Philipps hanno battuto in finale  Victor Eke /  John Marks 8-5

### Singolare femminile
Linda Cassell ha battuto in finale  M. Earle 6–1 4–6 6–1

### Doppio femminile
Informazione non disponibile